# Szeghalomi kistérség

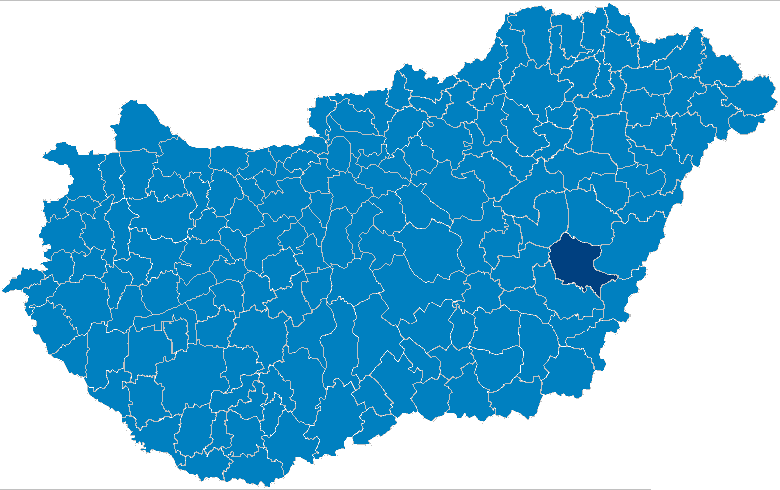
A Szeghalmi kistérség

A Szeghalomi kistérség kistérség Békés megyében, központja Szeghalom. A kistérségek 2013-ban megszűntek, szerepük egy részét s járások vették át.

## Települései
| Bucsa       | Dévaványa   | Ecsegfalva | Füzesgyarmat | Kertészsziget |
| Körösladány | Körösújfalu | Szeghalom  | Vésztő       |               |